# Dewy Rose
Dewy Rose es un lugar designado por el censo ubicado en el condado de Elbert en el estado estadounidense de Georgia. En el año 2010 tenía una población de 154 habitantes.

## Geografía
Dewy Rose se encuentra ubicado en las coordenadas 34°10′9″N 82°57′13″O / 34.16917, -82.95361.